# ベール湖
ベール湖（ベールこ、フランス語: L'étang de Berre）は、マルセイユの西にあり、地中海に隣接しているフランス南部の潟湖。現代から見て最後にあたる氷期の際に、海岸線の再隆起によって形成されたもので、周囲には小さな潟湖がいくつかある。

## 基本データ
- 面積- 155.3km2
- 水面の標高- 0.4m
- 水深- 6mから9m

## ベール湖の水の出入り
ベール湖には、アルク川(l'Arc)、トゥルブル川(la Touloubre)、カディエール川(la Cadière)から淡水が流れ込んでいる。1966年からは、これらにデュランス運河(le canal de la Durance)(デュランス川から引かれた運河のひとつ)も加わった。また、ベール湖の水は、ポン＝ド＝ブーク市(Pont-de-Bouc)方面のカロント運河(le canal de Caronte)と、エスタック街区(l'Estaque)方面のローヴ運河(le canal de Rove)という2つの運河によって、地中海に注ぐ形になっている（ただし、後者は暗渠部分が落盤で目詰まりしている）。

## ベール湖に近接する市町村
- イストル
- ミラマ
- サン＝シャマ(Saint-Chamas)
- ベール＝レタン(Berre-l'Étang)
- ロニャック(Rognac)
- ヴィトロル(Vitrolles)
- マリニャーヌ
- シャトーヌフ＝レ＝マルティーグ(Châteauneuf-lès-Martigues)
- マルティーグ(Martigues)
- サン＝ミトル＝レ＝ランパール(Saint-Mitre-les-Remparts)